# Świętoszczurek manipurski
Świętoszczurek manipurski (Diomys crumpi) – gatunek gryzonia z rodziny myszowatych, występujący w Azji Południowej.

## Klasyfikacja i nazewnictwo
Gatunek ten został opisany naukowo w 1879 roku przez O. Thomasa w monotypowym rodzaju Diomys. Nazwa łac. dio-mys pochodzi od stgr. δῖος (dĩos) „boski, wspaniały” oraz μῦς (mỹs) „mysz”. Z kolei epitet gatunkowy honoruje C.A. Crumpa, łowcę małych ssaków pracującego dla Bombay Natural History Society. W wydanej w 2015 roku przez Muzeum i Instytut Zoologii Polskiej Akademii Nauk publikacji „Polskie nazewnictwo ssaków świata” rodzajowi nadano nazwę świętoszczurek, a gatunkowi nazwę świętoszczurek manipurski.
Jako miejsce typowe wskazane zostały wzgórza Parasnath w okręgu Hazaribag w stanie Jharkhand w Indiach, chociaż gryzoń może tam w ogóle nie występować – oryginalny opis był oparty na uszkodzonej czaszce błędnie sparowanej ze skórą szczurofutrzaka dekańskiego (Millardia meltada), co podejrzewał już sam autor.

## Występowanie
Świętoszczurek manipurski jest znany z północno-wschodnich Indii (Bihar i Manipur), południowo-zachodniego Nepalu i północnej Mjanmy, aczkolwiek informacje o występowaniu są rzadkie i pochodzą z odległych miejsc. Ocenia się, że występuje od 1000 do 2000 m n.p.m.

## Tryb życia
Świętoszczurek manipurski prowadzi naziemny tryb życia, kopie nory. Zamieszkuje wilgotne, wiecznie zielone lasy liściaste, ale nie wiadomo, czy wyłącznie. Niewiele wiadomo o tym gatunku.

## Populacja i zagrożenia
Nie wiadomo, na jak dużym terenie występuje świętoszczurek manipurski, nieznane są też zagrożenia dla tego gatunku. Międzynarodowa Unia Ochrony Przyrody uznała, że na razie brak jest danych do przydzielenia gatunku do konkretnej kategorii zagrożenia i potrzebne są dalsze prace. Nie jest chroniony, indyjska ustawa o ochronie przyrody z 1972 roku uznaje go za szkodnika.